# 100 Proof (пісня Келлі Піклер)
«100 Proof»  — другий сингл третього альбому американської кантрі-співачки Келлі Піклер — «100 Proof». В США вийшов 16 квітня 2012. Пісня написана Леслі Сетчер (котра також написала перший сингл «Tough») і Джеймсом Т. Слатером, спродюсована Френком Лайдделлом і Люком Вутеном.

## Становлення синглом
Спершу потрапивши на радіо, пісня не здобула популярності. Але через декілька тижнів її трансляція на американських радіостанціях поновилась і пісню вирішили зробити офіційний другим синглом до альбому.

## Список пісень
| #  | Назва       | Тривалість |
| -- | ----------- | ---------- |
| 1. | «100 Proof» | 3:46       |

## Сюжет пісні
Сюжет пісні проводить лінію між коханням дівчини і рівнем алкоголю її хлопця. Пісня починається як чудова історія кохання, проте чим ближче до кінця, тим більше жахливих речей слухач дізнається про ці стосунки.

## Чарти
| Чарт (2011)                      | Місце |
| -------------------------------- | ----- |
| U.S. Billboard Hot Country Songs | 50    |